# Giải Pólya (SIAM)
Giải Pólya (SIAM) là một giải thưởng toán học, do Hội Công nghệ và Toán học ứng dụng ở Philadelphia (Hoa Kỳ) thiết lập từ năm 1969. Giải được đặt theo tên nhà toán học Hungary nổi tiếng George Pólya.
Hiện nay giải này được trao mỗi 2 năm, luân phiên theo 2 thể loại: 
- Việc ứng dụng toán học tổ hợp
- Đóng góp xuất sắc trong các lãnh vực khác như lý thuyết xấp xỉ, giải tích phức, lý thuyết số, đa thức trực giao, lý thuyết xác suất hoặc các khám phá toán học khác.

Paul Seymour, một nhà toán học nổi tiếng làm việc trong lĩnh vực lý thuyết đồ thị, là người duy nhất cho đến nay có 2 lần được nhận giải thưởng này (1983, 2004).

## Các người đoạt giải
- 1971 Ronald L. Graham, K. Leeb, B. L. Rothschild, A. W. Hales, và R. I. Jewett
- 1975 Richard P. Stanley, Endre Szemerédi, và Richard M. Wilson
- 1979 László Lovász
- 1983 Anders Björner và Paul Seymour
- 1987 Andrew Yao
- 1992 Gil Kalai và Saharon Shelah
- 1994 Gregory Chudnovsky và Harry Kesten
- 1996 Jeffry Ned Kahn và David Reimer
- 1998 Percy Deift, Xin Zhou, và Peter Sarnak
- 2000 Noga Alon
- 2002 Craig Tracy và Harold Widom
- 2004 Neil Robertson và Paul Seymour
- 2006 Gregory F. Lawler, Oded Schramm, Wendelin Werner
- 2008 Vũ Hà Văn
- 2010 Emmanuel Candès và Terence Tao
- 2012 Vojtěch Rödl và Mathias Schacht
- 2014 Adam Marcus, Daniel Spielman & Nikhil Srivastava[1]